# ウィーン金貨

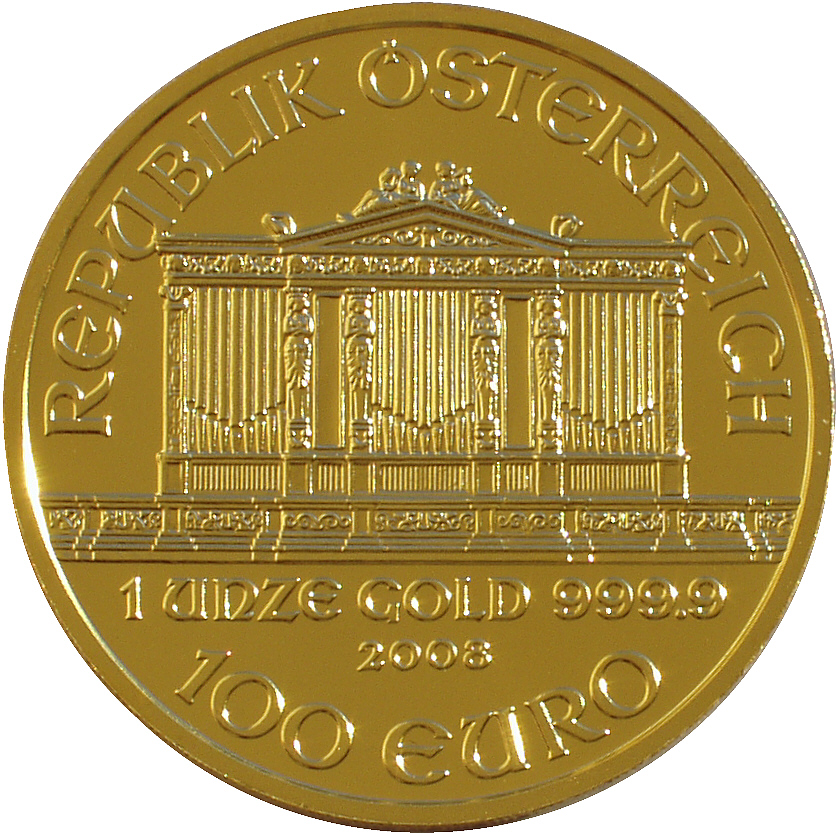
1トロイオンス表

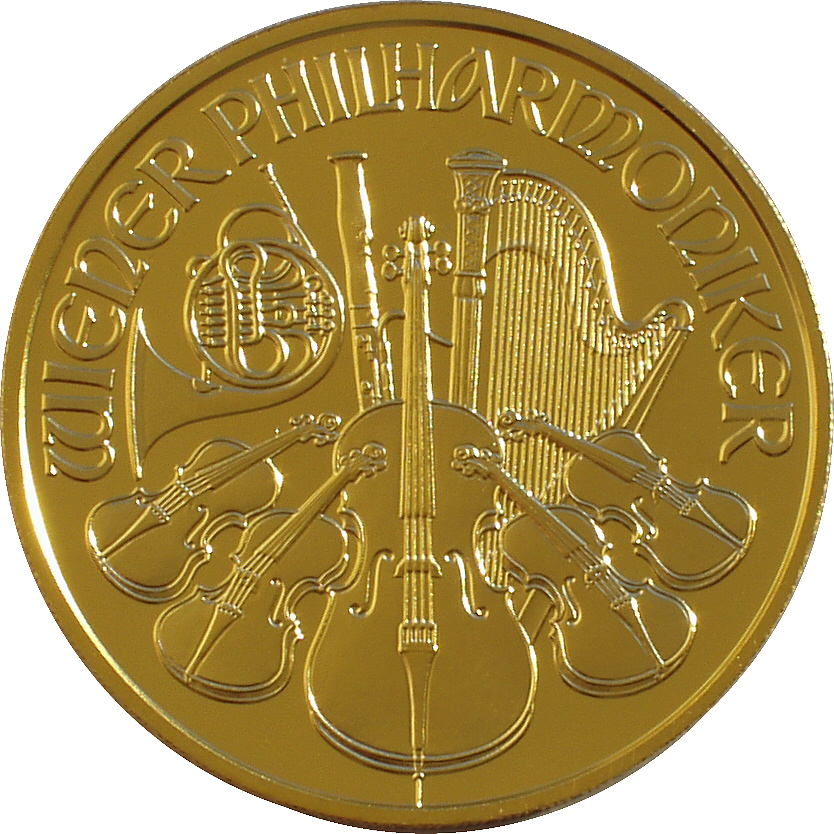
1トロイオンス裏

ウィーン金貨 (Wiener Philharmoniker)は、オーストリア造幣局発行の地金型金貨。1989年より毎年発行されている。
ウィーン・フィルハーモニー管弦楽団をモチーフにしたデザインで、表面にはパイプオルガン、裏面にはビオラなどの管弦楽器が浮き彫りにされている。
純度99.99パーセント以上の純金製。
1トロイオンス、1/2トロイオンス、1/4トロイオンス、1/10トロイオンス、1/25トロイオンスの5種がある。
また、2004年10月7日には、15枚の限定品として、1000トロイオンスの物が発売された。
これは直径37cm、厚さ2cm、重さ31.103kg、額面10万ユーロ、販売価格約6千万円（発売当時の為替レート・金価格にて算出の時価）で、その時点で世界最大の金貨である。
日本国内では、田中貴金属が販売を行っている。